# Бивер (округ, Пенсильвания)
Бивер (англ. Beaver County) — округ в штате Пенсильвания, США. Официально образован 12 марта 1800 года. По состоянию на 2010 год, численность населения составляла 170 539 человек.

## География
По данным Бюро переписи США, общая площадь округа равняется 1 149,961 км2, из которых 1 124,061 км2 суша и 25,900 км2 или 2,180 % это водоёмы.

## Население
По данным переписи населения 2000 года в округе проживает 181 412 жителей в составе 72 576 домашних хозяйств и 50 512 семей. Плотность населения составляет 161,00 человек на км2. На территории округа насчитывается 77 765 жилых строений, при плотности застройки около 69,00-ти строений на км2. Расовый состав населения: белые — 92,55 %, афроамериканцы — 5,96 %, коренные американцы (индейцы) — 0,10 %, азиаты — 0,25 %, гавайцы — 0,01 %, представители других рас — 0,20 %, представители двух или более рас — 0,92 %. Испаноязычные составляли 0,72 % населения независимо от расы.
В составе 28,60 % из общего числа домашних хозяйств проживают дети в возрасте до 18 лет, 54,50 % домашних хозяйств представляют собой супружеские пары проживающие вместе, 11,40 % домашних хозяйств представляют собой одиноких женщин без супруга, 30,40 % домашних хозяйств не имеют отношения к семьям, 26,90 % домашних хозяйств состоят из одного человека, 13,10 % домашних хозяйств состоят из престарелых (65 лет и старше), проживающих в одиночестве. Средний размер домашнего хозяйства составляет 2,44 человека, и средний размер семьи 2,96 человека.
Возрастной состав округа: 22,60 % моложе 18 лет, 7,40 % от 18 до 24, 27,30 % от 25 до 44, 24,20 % от 45 до 64 и 24,20 % от 65 и старше. Средний возраст жителя округа 41 лет. На каждые 100 женщин приходится 91,90 мужчин. На каждые 100 женщин старше 18 лет приходится 88,20 мужчин.